# Achille Liénart
Achille Liénart (Lilla, 7 febbraio 1884 – Lilla, 15 febbraio 1973) è stato un cardinale e vescovo cattolico francese.

## Biografia

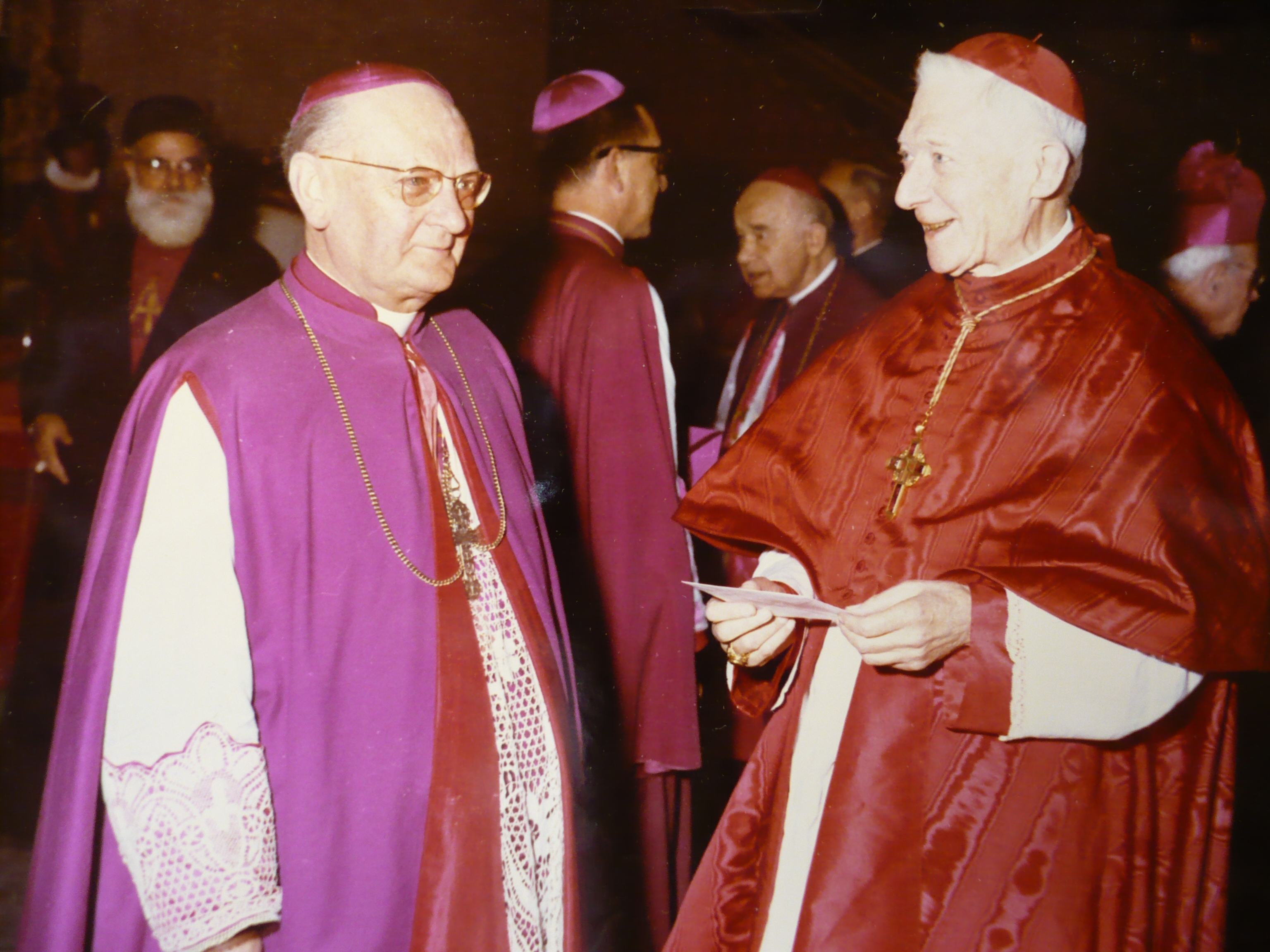
Il cardinale Liénart (a destra) con il vescovo Marcel-Marie Dubois (a sinistra) durante il Concilio Vaticano II.

Nacque a Lilla il 7 febbraio 1884 da Achille Liénart, mercante di abbigliamento, e Louise Delesalle. Era il secondo di quattro figli, al battesimo ricevette il nome di Achille Gustave Louis Joseph.
Frequentò la scuola delle Dames de la Sainte-Union e poi il collegio di San Giuseppe dei gesuiti, dove nel luglio 1901 ottenne il baccellierato in filosofia. Entrò quindi al seminario di Issy-les-Moulineaux, ma dovette sospendere gli studi per prestare servizio di leva. Riprese poi gli studi al seminario parigino di San Sulpizio, poi, sempre a Parigi, all'Istituto Cattolico e all'Università della Sorbona. Trascorse quindi un anno di studi a Roma, dal 1909 al 1910, al Pontificio Istituto Biblico. Era stato ordinato diacono il 21 dicembre 1906 a Lilla, nella chiesa di san Maurizio da mons. François-Marie-Joseph Delamaire, arcivescovo coadiutore di arcidiocesi di Cambrai e titolare di Metimna e presbitero il 29 giugno 1907 alla chiesa di San Sulpizio di Parigi da mons. Léon-Adolphe Amette, vescovo ausiliare di Parigi. Si incardinò nell'arcidiocesi di Cambrai e, quando fu eretta la diocesi di Lilla, nel 1913, passò a quest'ultima circoscrizione. Insegnò al seminario di Cambrai dal 1910 al 1914. Durante la Prima guerra mondiale fu cappellano militare volontario e fu decorato con la gran croce della Legion d'Onore il 13 agosto 1917. Fu ferito due volte: alla coscia il 13 luglio 1916 e alla nuca il 23 agosto dello stesso anno.
Nel 1919 tornò all'insegnamento come professor di Sacra Scrittura del seminario di Lilla e disimpegnò nella diocesi un servizio pastorale, soprattutto nella chiesa di San Cristoforo di Tourcoing, centro dell'industria tessile. Qui si distinse per le sue prese di posizione a favore dei sindacati, delle riforme sociali e dei preti operai.
Fu eletto vescovo di Lilla il 6 ottobre 1928 e consacrato l'8 dicembre dello stesso anno nella chiesa di San Cristoforo di Tourcoing da Charles-Albert-Joseph Lecomte, vescovo di Amiens, co-consacranti Palmyre-Georges Jansoone, vescovo titolare di Nilopoli e ausiliare di Lilla, e Maurice Feltin, vescovo di Troyes. Scelse come motto episcopale Miles Christi Jesu.
Papa Pio XI lo elevò al rango di cardinale nel concistoro del 30 giugno 1930. All'epoca era il cardinale più giovane dell'intero collegio. Il 3 luglio dello stesso anno ricevette il titolo di San Sisto. Fu legato papale al Congresso Eucaristico Nazionale di Lilla nel 1931 e al congresso nazionale mariano di Boulogne-sur-Mer nel 1938. Partecipò al conclave del 1939, che elesse papa Pio XII.
Durante la seconda guerra mondiale si oppose al nazismo e protestò contro il rastrellamento di ebrei del Velodromo d'inverno a Parigi. 
Fu presidente della Conferenza episcopale francese dal 1948 al 1964. Nel 1954 divenne anche prelato della Missione di Francia, incarico da cui si dimise nel 1964. Partecipò al conclave del 1958, che elesse papa Giovanni XXIII. Ebbe un ruolo importante al Concilio Vaticano II, in cui fu membro di consiglio di presidenza. Partecipò al conclave del 1963, che elesse papa Paolo VI. Nel 1968 rinunciò al governo pastorale della sua diocesi. Già ultraottantenne, il 1 gennaio 1971 divenne cardinale non elettore. 
Morì il 15 febbraio 1973 all'età di 89 anni. I funerali furono concelebrati il 19 febbraio nella cattedrale di Lilla dai cardinali Paul Gouyon, arcivescovo di Rennes, Alexander-Charles Renard, arcivescovo di Lione, dal nunzio apostolico Egano Righi-Lambertini e da molti altri vescovi francesi e belgi. Il cardinal François Marty, arcivescovo di Parigi tenne l'omelia. Fu sepolto nella cripta della cattedrale.

## Genealogia episcopale e successione apostolica
La genealogia episcopale è:
- Cardinale Scipione Rebiba
- Cardinale Giulio Antonio Santori
- Cardinale Girolamo Bernerio, O.P.
- Arcivescovo Galeazzo Sanvitale
- Cardinale Ludovico Ludovisi
- Cardinale Luigi Caetani
- Cardinale Ulderico Carpegna
- Cardinale Paluzzo Paluzzi Altieri degli Albertoni
- Papa Benedetto XIII
- Papa Benedetto XIV
- Papa Clemente XIII
- Cardinale Marcantonio Colonna
- Cardinale Giacinto Sigismondo Gerdil, B.
- Cardinale Giulio Maria della Somaglia
- Cardinale Carlo Odescalchi, S.I.
- Vescovo Eugène de Mazenod, O.M.I.
- Cardinale Joseph Hippolyte Guibert, O.M.I.
- Cardinale François-Marie-Benjamin Richard de la Vergne
- Vescovo Marie-Prosper-Adolphe de Bonfils
- Cardinale Louis-Ernest Dubois
- Arcivescovo Jean-Arthur Chollet
- Arcivescovo Héctor Raphaël Quilliet
- Vescovo Charles-Albert-Joseph Lecomte
- Cardinale Achille Liénart

La successione apostolica è:
- Arcivescovo Henri-Edouard Dutoit (1931)
- Vescovo Louis Liagre (1938)
- Arcivescovo Armand-Etienne M. Blanquet du Chayla, O.C.D. (1939)
- Arcivescovo Edmond Vansteenberghe (1939)
- Vescovo Henri-Marie-Joseph Pinson (1943)
- Vescovo Pietro Dib (1946)
- Vescovo Pierre Bonneau, C.S.Sp. (1947)
- Vescovo Albert-Paul Droulers (1947)
- Arcivescovo Marcel-François Lefebvre, C.S.Sp. (1947)
- Vescovo Henri-Charles Dupont (1951)
- Vescovo Emile-Elie Verhille, C.S.Sp. (1951)
- Cardinale Alexandre-Charles-Albert-Joseph Renard (1953)
- Vescovo Jean-Marie-Gaëtan Ogez, M.Afr. (1957)
- Vescovo Gérard-Maurice-Eugène Huyghe (1962)
- Vescovo Jean-Baptiste-Étienne Sauvage (1962)
- Vescovo Adrien-Edmond-Maurice Gand (1964)